# 751 Faïna
751 Faïna este un asteroid din centura principală, descoperit pe 28 aprilie 1913, de Grigori Neuimin.